# Salut les homards
Salut les homards est une série télévisée française interactive créée par Pascale Breugnot et diffusée du 15 octobre 1988 à 1991 sur TF1, produite par Georges Benayoun, Paul Rozenberg et Antoine de Cazotte.

## Historique
Selon Corinne Atlas (scénariste en chef), Salut les homards serait La Famille Duraton version 1988.
Le format de la série est de 26 minutes. Il y a trois saisons pour un total de 96 épisodes. Diffusée au départ le samedi à 19 h, elle sera au bout de quelques mois programmée dans La Une est à vous à 13 h 55.
L'émission a été assez mal reçue par une partie de la population, qui l'avait rebaptisée « Salut les connards ».

## Concept
L'émission représente le premier essai de programme télévisé interactif en France. À la fin de chaque épisode, l'un des personnages se trouvait devant un choix. Et ce choix était laissé aux téléspectateurs, qui pouvaient voter par téléphone ou via un service minitel,.
Le sujet était la vie d'une famille, surtout celle des jeunes, le complexe du homard pour Françoise Dolto étant l'adolescent, fragile entre deux carapaces. Le but de Pascale Breugnot était d'ailleurs de s'adresser aux 14-20 ans, qui selon elle apparaissaient très peu à l'antenne.
Le système de production de la série était très inhabituel : mardi, répétitions. Mercredi et jeudi : tournage. Vendredi : montage, puis présentation à la chaîne. Samedi : diffusion, puis vote du public. Dimanche : écriture. Lundi : présentation à la chaîne , etc., ainsi de suite pendant deux ou trois ans.

## Distribution
- Martine Logier : Sabine
- Alain Ganas : Jean
- Dan Herzberg : Patrick
- Frédéric Saurel : Alphonse
- Nathalie Ortega : Béa
- Linda Chaïb : Malika
- Tristan Calvez : Alex
- Stéphane Butet : Charlie
- Emmanuel Garijo : Tanguy
- Irène Tassembo : Foufana
- Maria Laborit
- Catherine Bellamy